# Peter Cronan
Peter Joseph Cronan (13 de janeiro de 1955, Bourne, Massachusetts) é um ex-jogador profissional de futebol americano estadunidense.

## Carreira
Peter Cronan foi campeão da temporada de 1982 da National Football League jogando pelo Washington Redskins.